# Anita Görbicz
Anita Görbicz (ur. 13 maja 1983 w Veszprémie) – węgierska piłkarka ręczna, reprezentantka kraju. Obecnie występuje w węgierskim Győri ETO KC, z którym jest związana nieprzerwanie od początku sportowej kariery. Gra na pozycji środkowej rozgrywającej. Wicemistrzyni Świata 2003 i brązowa medalistka mistrzostw Świata 2005. Dwukrotna brązowa medalistka mistrzostw Europy 2004 i 2012. Najlepsza piłkarka ręczna na Świecie 2005.

## Sukcesy

### reprezentacyjne
Mistrzostwa świata:
- 2003
- 2005

Mistrzostwa Europy:
- 2012
- 2004

### klubowe
Mistrzostwa Węgier:
- (11x) (2005, 2006, 2008, 2009, 2010, 2011, 2012, 2013, 2014, 2016, 2017)
- (4x) (2000, 2004, 2007, 2015)
- (4x) (1999, 2001, 2002, 2003)

Puchar Węgier:
- (12x) (2005, 2006, 2007, 2008, 2009, 2010, 2011, 2012, 2013, 2014, 2015, 2016)

Puchar EHF:
- (3x) (2002, 2004, 2005)

Puchar Zdobywców Pucharów:
- (1x) (2006)

Liga Mistrzyń:
- (3x) 2013, 2014, 2017
- (3x) (2009, 2012, 2016)

## Nagrody indywidualne
- 2003 – Najlepsza środkowa rozgrywająca Mistrzostw Świata, rozgrywanych w Chorwacji.
- 2005 – Najlepsza środkowa rozgrywająca Mistrzostw Świata, rozgrywanych w Rosji.
- 2007 – Najlepsza środkowa rozgrywająca Mistrzostw Świata, rozgrywanych we Francji.
- 2012 – Najlepsza strzelczyni Ligi Mistrzyń w sezonie 2011/12 (133 )
- 2013 – Najlepsza środkowa rozgrywająca Mistrzostw Świata, rozgrywanych w Serbii.

## Rekordy
W lidze węgierskiej wystąpiła w 287 meczach, zdobywając przy tym 1664 bramek.

## Wyróżnienia
- 2005 – Najlepsza piłkarka ręczna roku na świecie.
- 2005, 2006, 2007 – Najlepsza piłkarka ręczna roku na Węgrzech.